# Biatló als Jocs Olímpics d'hivern de 1998
Als Jocs Olímpics d'Hivern de 1998 celebrats a la ciutat de Nagano (Japó) es disputaren sis proves de biatló, tres en categoria masculina i tres més en categoria femenina.
Les proves es realitzaren entre els dies 9 i 18 de febrer de 1998 a les instal·lacions del Nozawa Onsen Resort. Hi participaren un total de 183 biatletes, entre ells 96 homes i 87 dones, de 32 comitès nacionals diferents.

## Resum de medalles

### Categoria masculina
| Prova                  | Or                                                             | Argent                                                                          | Bronze                                                                       |
| 10 km. esprint Detalls | Ole Einar Bjørndalen                                           | Frode Andresen                                                                  | Ville Räikkönen                                                              |
| 20 km. Detalls         | Halvard Hanevold                                               | Pier Alberto Carrara                                                            | Alexei Aidarov                                                               |
| Equips Detalls         | AlemanyaRicco Gross · Frank Luck · Peter Sendel · Sven Fischer | NoruegaEgil Gjelland · Halvard Hanevold · Dag Bjørndalen · Ole Einar Bjørndalen | RússiaPàvel Muslimov · Vladimir Dratchev · Sergei Tarasov · Viktor Maigourov |

### Categoria femenina
| Prova                   | Or                                                               | Argent                                                               | Bronze                                                                                         |
| 7,5 km. esprint Detalls | Galina Koukleva                                                  | Uschi Disl                                                           | Katrin Apel                                                                                    |
| 15 km. Detalls          | Ekaterina Dafovska                                               | Olena Petrova                                                        | Uschi Disl                                                                                     |
| Equips Detalls          | AlemanyaUschi Disl · Martina Zellner · Katrin Apel · Petra Behle | RússiaOlga Melnik · Galina Koukleva · Albina Akhatova · Olga Romasko | NoruegaAnn-Elen Skjelbreid · Annette Sikveland · Gunn Margit Andreassen · Liv Grete Skjelbreid |

## Medaller
| Posició | País      | Or | Argent | Bronze | Total |
| 1       | Noruega   | 2  | 2      | 1      | 5     |
| 2       | Alemanya  | 2  | 1      | 2      | 5     |
| 3       | Rússia    | 1  | 1      | 1      | 3     |
| 4       | Bulgària  | 1  | 0      | 0      | 1     |
| 5       | Itàlia    | 0  | 1      | 0      | 1     |
| 5       | Ucraïna   | 0  | 1      | 0      | 1     |
| 7       | Belarús   | 0  | 0      | 1      | 1     |
| 7       | Finlàndia | 0  | 0      | 1      | 1     |
|         |           |    |        |        |       |
| Total   | Total     | 6  | 6      | 6      | 18    |